# Rivellia steyskali
Rivellia steyskali är en tvåvingeart som beskrevs av Osamu Namba 1956. Rivellia steyskali ingår i släktet Rivellia och familjen bredmunsflugor. Inga underarter finns listade i Catalogue of Life.